# Computer Space
Computer Space est un jeu vidéo d'arcade de combat spatial, développé par Syzygy Engineering et distribué à partir de novembre 1971 par Nutting Associates. Créé par Nolan Bushnell et Ted Dabney, il s'agit du second jeu vidéo d'arcade après Galaxy Game et du premier jeu vidéo commercialisé en série.
Computer Space s'inspire de Spacewar!, jeu vidéo pour ordinateur PDP-1 développé au MIT en 1962. Le joueur contrôle une fusée dans l'espace et combat des soucoupes volantes qui lui tirent également dessus. L'objectif est de détruire plus de soucoupes que le nombre de touches reçues de ces ennemis, dans une période de temps donnée. Le jeu est proposé dans une borne d'arcade aux allures futuristes, de différentes couleurs.
Le jeu a été conçu par Bushnell et Dabney pour être une reproduction de Spacewar! sous la forme d'une machine avec monnayeur. Le projet initial est d'utiliser des mini-ordinateurs intégrés à la borne pour faire tourner le jeu, mais le coût est trop important. Les deux associés décident alors de créer leur propre matériel, spécifiquement prévu pour faire tourner Computer Space. Une fois la preuve de concept finalisée, ils entrent en contact avec Nutting Associates en août 1971 pour commercialiser la borne. 
Après des essais locaux encourageants, bien que certains distributeurs restent mitigés, Nutting commande une production initiale de 1 500 bornes. Avec l'ensemble de la production vendue, le jeu est un succès selon Syzygy, conforté dans sa vision du futur du jeu vidéo. Nutting estime cependant que le jeu a été moins performant que dans leurs espérances.
Rapidement après son succès, le jeu est cloné : le jeu Star Trek sort à la fin de l'année 1972 et Nutting sort une version multijoueur de Computer Space l'année suivante, sans impliquer Syzygy dans le développement. De leur côté, Bushnell et Dabney fondent Atari, sur les bases de Syzygy, qui est déjà un nom déposé à l'époque par une autre entreprise. Ils continuent sur leur lancée dans le marché de l'arcade avec notamment Pong en 1972.

## Système de jeu

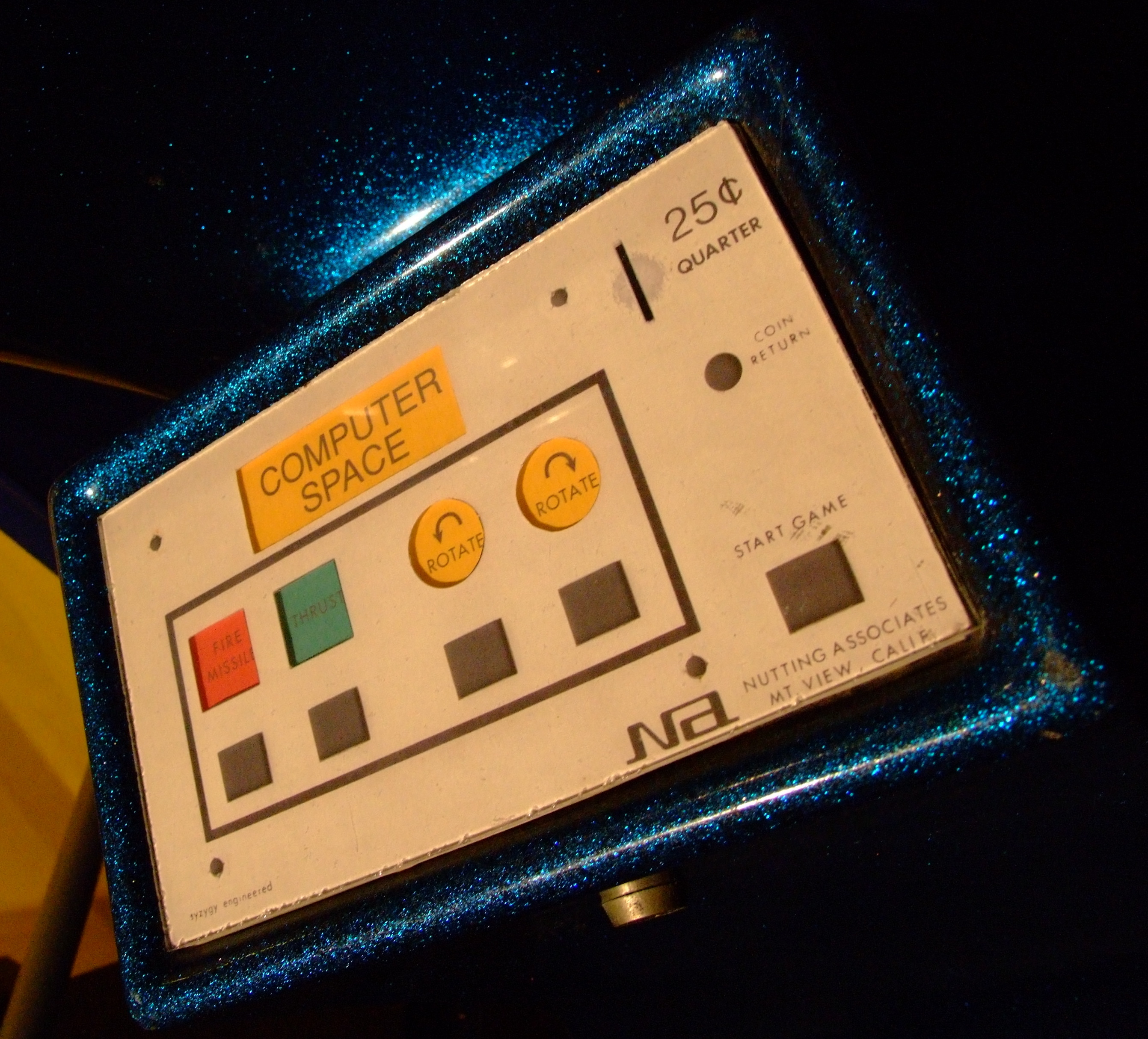
Vue des commandes du joueur à l'avant de la borne d'arcade.

Le jeu reprend les mécaniques principales de Spacewar!, avec un système de jeu totalement différent. Computer Space s'apparente à un shoot them up multidirectionnel : le joueur contrôle une fusée face à des soucoupes volantes dans l'espace intersidéral représenté en 2D, par un fond étoilé,. 
Le joueur dirige la fusée à l'aide de deux boutons pour changer l'inclinaison de la fusée dans le sens des aiguilles d'une montre et l'inverse, ainsi que d'un troisième bouton pour propulser la fusée. Un quatrième bouton permet de lancer des missiles, avec un temps d'attente entre chacun d'entre eux, pour détruire les adversaires. Le joueur peut sortir de l'écran de jeu pour réapparaître à l'opposé (en bas s'il sort par le haut par exemple).
Le joueur doit échapper aux attaques de deux soucoupes volantes se déplaçant ensemble et les détruire à l'aide de missiles. L'objectif est d'abattre les soucoupes un nombre de fois supérieur à celui des destructions de son propre vaisseau, à l'issue des 90 secondes que dure une partie. Lorsque le joueur abat une soucoupe, l'écran clignote et celle-ci disparaît de l'écran. De la même façon, si le joueur est touché par un ennemi, l'écran clignote et le vaisseau réapparaît à la position de l'impact.
Si le joueur réussit, il peut rejouer une partie qui se déroule alors dans l'« hyperespace » : la luminosité est inversée, les éléments blancs deviennent noirs et réciproquement. Ces deux modes s'alternent indéfiniment, jusqu'à la défaite du joueur. Les scores et le temps sont indiqués sur la droite de l'écran.
Sur la version de la borne d'arcade pour deux joueurs, la seconde personne dirige les soucoupes volantes. La borne se compose alors de deux sticks directionnels surmontés d'un bouton.

## Développement

### Contexte

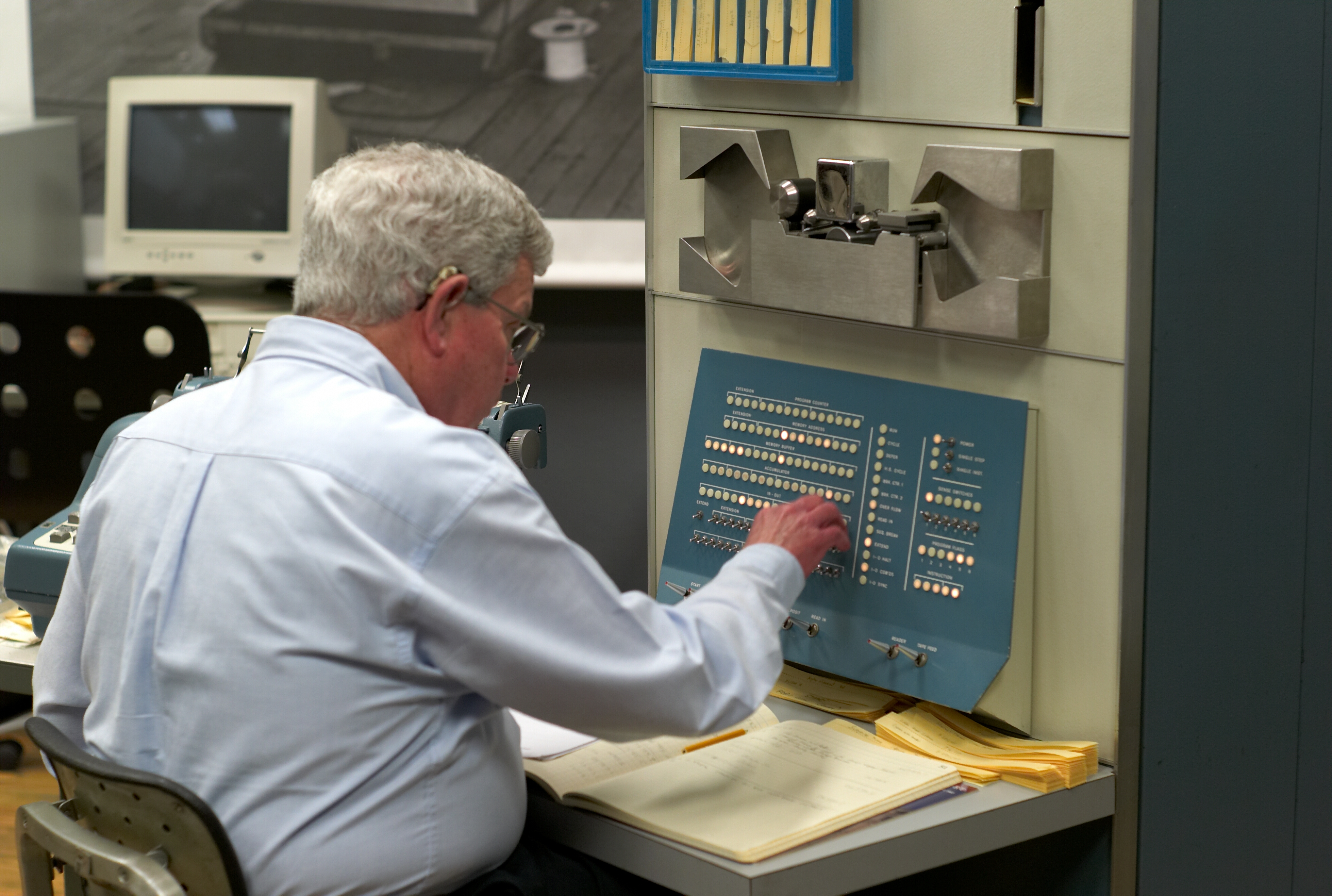
Steve Russell devant un PDP-1.

Au début des années 1970, les jeux vidéo n'existent que dans les laboratoires de recherche et certaines grandes institutions, où les chercheurs et techniciens ont accès aux premiers ordinateurs. Un de ces jeux est Spacewar!, créé en 1962 par des étudiants du Massachusetts Institute of Technology, dont Steve Russell. Le jeu est développé sur un mini-ordinateur PDP-1 et met en confrontation deux joueurs dans un combat de vaisseaux spatiaux tirant des missiles dans un décor étoilé, avec en son centre une étoile dont la gravité attire les joueurs,. 
Le jeu est copié dans plusieurs instituts académiques américains et est même offert à l'achat d'un PDP-1 par Digital Equipment Corporation, comme logiciel de test de la machine. Le jeu devient rapidement populaire dans les communautés de développeurs informatiques qui développent alors le jeu sur d'autres ordinateurs. Son succès reste toutefois relatif : le PDP-1 coûte à l'époque 120 000 $ et uniquement 55 machines ont été vendues, la plupart sans écran, ce qui restreint le parc potentiel pour Spacewar!.
Dans le même temps, Nolan Bushnell entre à l'université de l'Utah en 1962, un des rares endroits au monde disposant d'un ordinateur avec moniteur à l'époque. En tant qu'étudiant en licence, Bushnell n'a qu'un accès limité à la machine mais avec l'aide de professeurs et d'étudiants plus âgés, il accède à la machine et crée quelques jeux, dont un Tic-tac-toe et Fox and Geese. Malgré ses réalisations, Bushnell reste fan du jeu Spacewar! de Russel, auquel il joue jusque tard le soir, et ce jusqu'à l'obtention de son diplôme en 1968,.
Pendant ses études, Bushnell travaille l'été au Lagoon, un parc d'attraction de l'Utah, en tant que gérant des jeux d'arcade mécaniques. Lorsqu'il découvre Spacewar! à son Université, il est persuadé qu'une version arcade de ce jeu serait très populaire : « C'est un jeu génial ! On pourrait attirer les gens à mettre des pièces pour y jouer à Laggon ! »,. Il imagine alors une série d'écrans, tous équipés d'un monnayeur et de boutons de contrôle et connectés à la même machine centrale, mais il estime à l'époque avoir besoin d'une machine à un million de dollars pour réaliser son idée, bien au-delà de ses moyens.

### Premières tentatives de développement
Après avoir obtenu son diplôme universitaire en 1968, Bushnell est embauché en tant qu'ingénieur en recherche et développement dans la société Ampex, où il travaille pendant dix-huit mois sur un projet de système d’enregistrement de son numérique. C'est à cette occasion qu'il rencontre Ted Dabney, son collègue de bureau, avec qui il fondera plus tard Atari. Les deux ingénieurs jouent régulièrement au jeu de go ensemble au bureau et Bushnell partage avec Dabney son rêve d'allier sa passion pour les jeux d'arcade et l'ingénierie. Dans le même temps, Bushnell se lie d'amitié avec Jim Stein, un chercheur en intelligence artificielle à l'Université Stanford. Son laboratoire possède son propre PDP-6 avec un moniteur. Bushnell se rend régulièrement au laboratoire pour jouer à Spacewar! avec Stein jusque tard le soir.

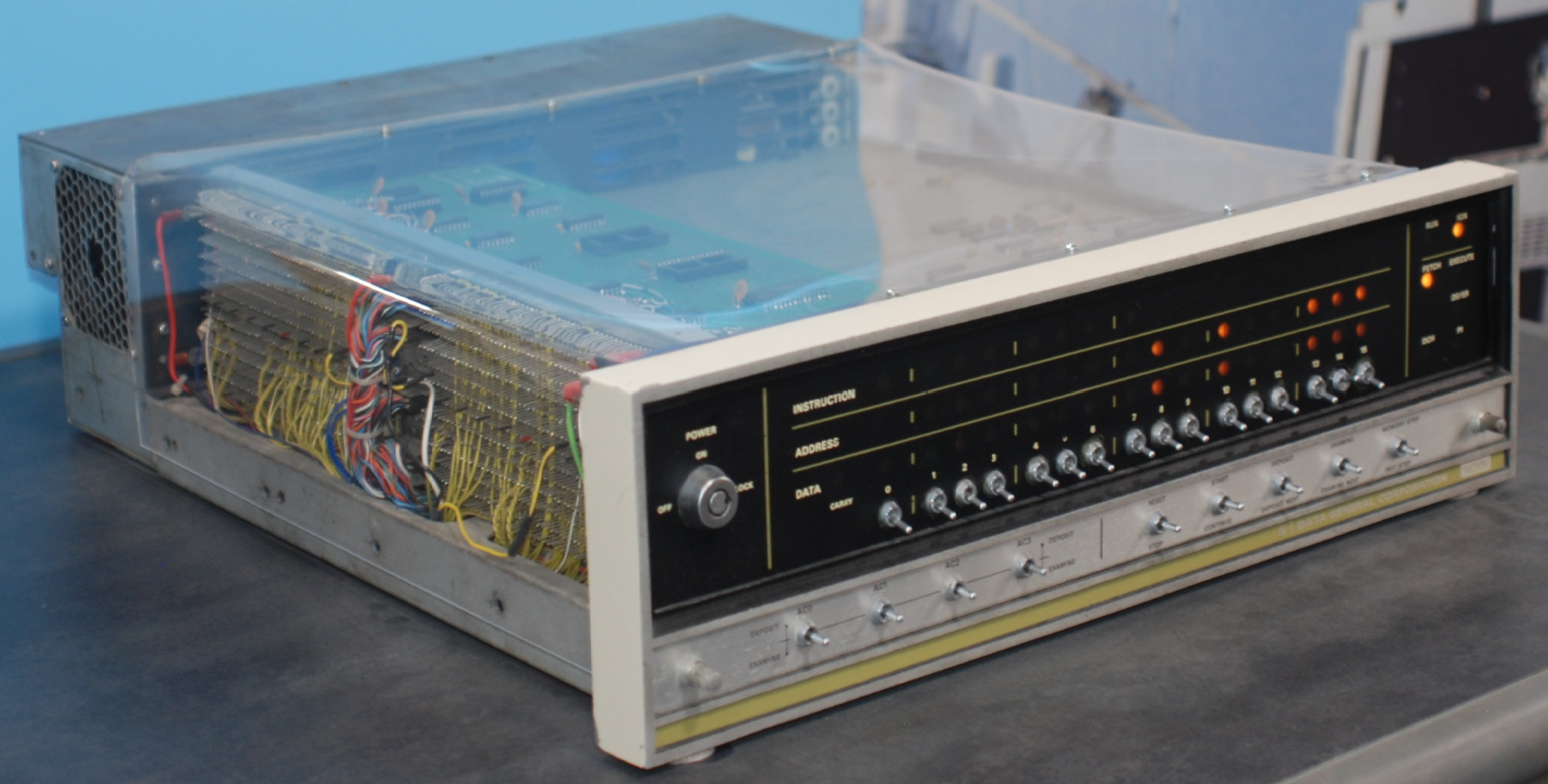
Data General Nova, ordinateur utilisé pour les premiers essais de développement du jeu.

Durant l'été 1970, Bushnell découvre une publicité pour le Data General Nova à 4 000 $. Il repense alors à son idée concernant Spacewar! : à ce prix, il pourrait connecter quatre écrans pour permettre plusieurs parties en parallèle et rendre le projet viable économiquement pour le vendre aux parcs d'attractions. Il présente alors son projet à Ted Dabney et les deux se mettent d'accord pour travailler ensemble sur la conception d'un prototype. Ils sont rejoints par le développeur Larry Bryan qui travaille également à Ampex,.
Après s'être mis d'accord sur l'idée initiale, Bushnell et Dabney investissent 100 $ dans un compte commun pour la formation de Syzygy Engineering. Le nom, proposé par Bryan, fait référence au terme d'astronomie syzygie, qui désigne l'alignement de trois corps célestes, ici les trois fondateurs,.
Cependant, le trio se confronte rapidement à des problèmes de conception : l'ordinateur ne se révèle pas aussi puissant que prévu et ne peut faire tourner quatre jeux simultanément. Le temps de calcul de l'affichage est trop gourmand et ils sont contraints, pour obtenir des performances décentes, de revoir leur objectif à deux écrans par machine uniquement. Dans ces conditions, le jeu n'est plus économiquement viable selon Bushnell : « Un jeu électromécanique coûte 900 $ à l'époque et je pense que l'on aurait pu dépasser un peu ce prix mais certainement pas 3 000 $ par écran ! » Finalement, Bushnell décide d'abandonner le projet alors que Dabney avait déjà arrêté de travailler dessus précédemment. Dans le même temps, Data General présente au Joint Computer Conference une nouvelle version du Nova, le Nova 4K, capable de faire fonctionner Spacewar!. Cependant, rien n'indique que Bushnell et Dabney étaient au courant de l'existence et des capacités de cette machine, vendue à 8 000 $.

### Conception de la machine
Quelques mois plus tard, Bushnell revient sur Computer Space avec une idée capitale : s'affranchir de l'ordinateur qui est le facteur limitant au sein du système. Il demande alors à Dabney s'il est possible de contrôler le signal vidéo d'une télévision ; ce dernier répond que c'est possible mais uniquement de façon analogique. Derrière cette réflexion, Bushnell souhaite contrôler de façon électronique avec un système sur mesure le signal d'une télévision et ainsi pouvoir concevoir Spacewar! sans avoir besoin d'ordinateur,.
Bushnell et Dabney recommencent le projet en concevant cette fois-ci du matériel sur mesure pour faire fonctionner le jeu. Ils découvrent rapidement que le coût de la borne est bien moindre que le système avec ordinateur. Ils conçoivent alors une machine avec un seul écran, qui pourra être vendue au même prix que les jeux d'arcades de l'époque.
La borne ne contient aucun microprocesseur, RAM ou mémoire morte. Le matériel informatique est en fait une machine à états finis composée de circuits intégrés TTL de la série 7400. Le support physique est composé de 3 PCBs connectés ensemble via un bus commun. L'affichage s'effectue à l'aide d'un écran de télévision portable de 15 pouces en noir et blanc de la General Electric avec un tube électronique modifié.

### Premiers essais publics

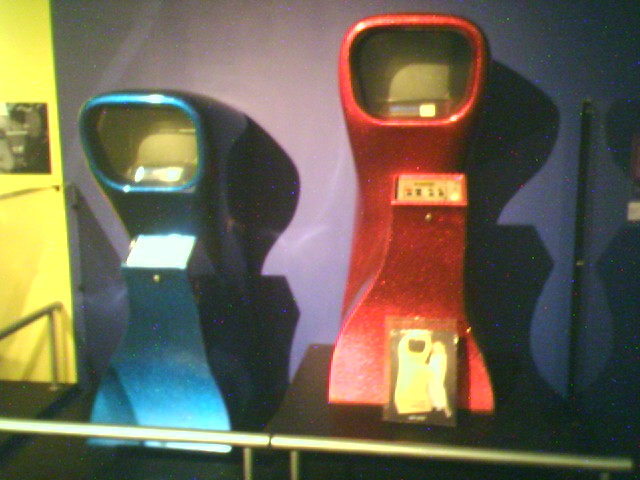
Bornes rouges et bleues à l'exposition Game On du Science Museum de Londres.

### Commercialisation
Le jeu est décliné en deux versions, pour un ou deux joueurs, et en divers coloris : bleu, vert, rouge ou jaune. Le modèle deux joueurs est édité à 1 500 exemplaires.

## Accueil

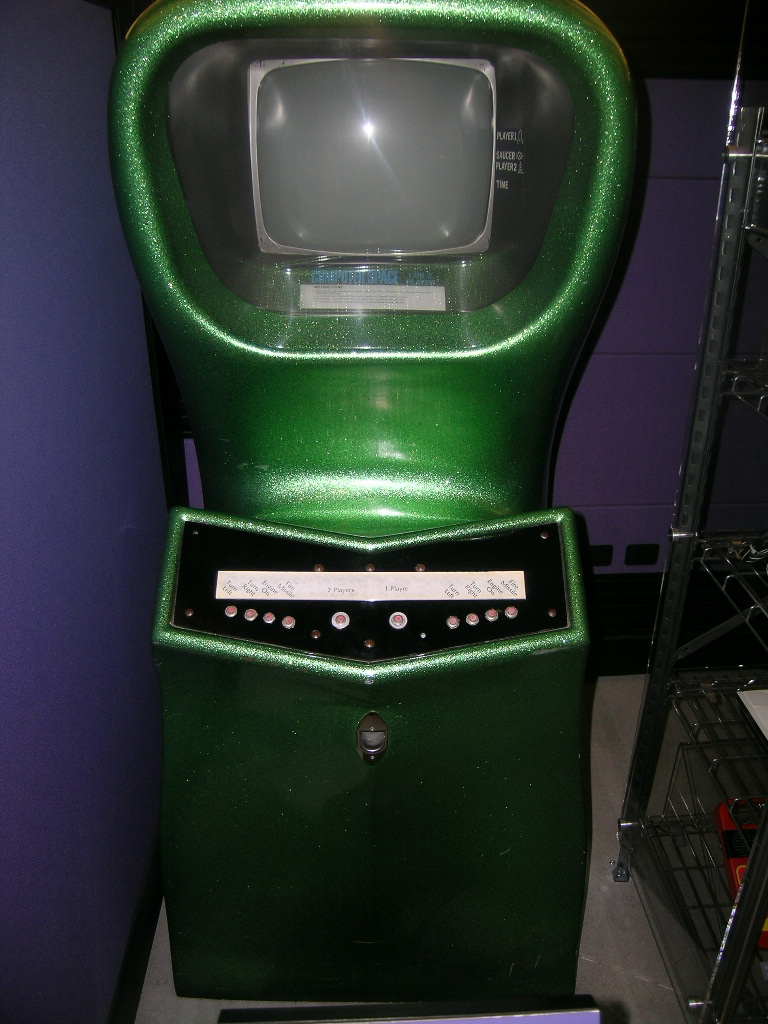
vintage computer space

### Critiques
Le jeu est installé dans les bars et les campus universitaires mais ne connaît qu'un succès modeste. En effet, le jeu est complexe à prendre en main, le maniement du vaisseau est très difficile alors qu'en revanche les ennemis sont très agiles et rapides. S'il connaît un succès relatif sur les campus, cela n'est pas le cas dans les bars et autres endroits où il est placé.

### Ventes
Nutting Associates entreprend une production initiale de 1 500 bornes, estimée selon l'intérêt des visiteurs de l'Amusement Expo de 1971 et les ventes des jeux d'arcades de l'époque. Dans les années 1970, un classique se vend en moyenne à 2 000 unités et les plus performants montent jusqu'à 10 000 exemplaires. Les ventes de machines d'arcade restent notamment limitées à cause des problèmes de fiabilité électronique, qui nécessitent énormément de maintenance et incitent donc à travailler sur des petites quantités. 
Les premières bornes sont livrées aux clients en novembre 1971. Au total, les 1 500 bornes produites sont vendues — Bushnell avance quant à lui 2 200 machines — ce qui est un chiffre assez proche des ventes de machines à pièces de l'époque.
Le jeu génère au total plus d'un million de dollars de recette, mais reste une déception pour Nutting Associates qui s'attendait en fait à des bénéfices similaires à Computer Quiz, autre produit du distributeur.

## Postérité

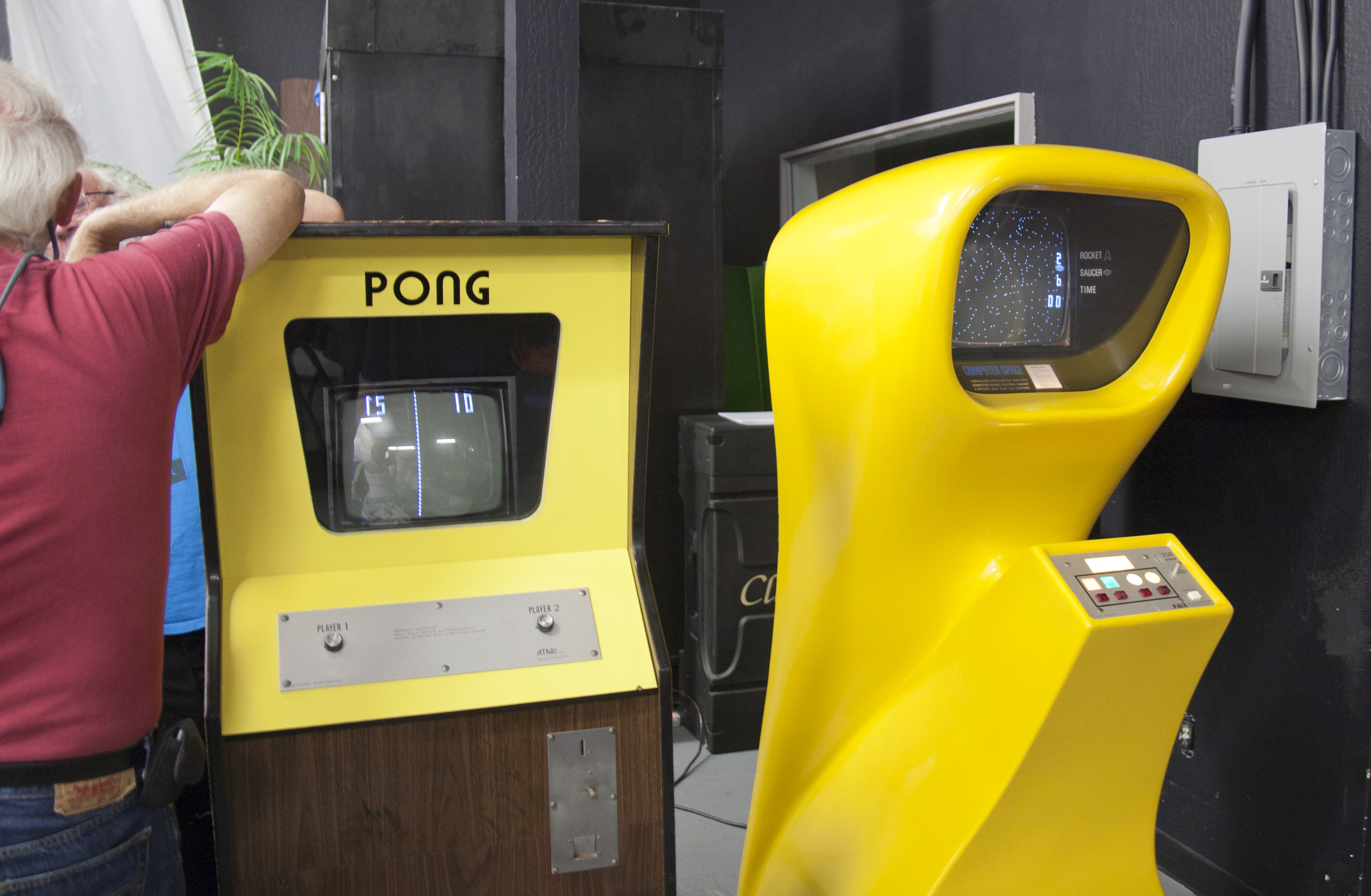
La toute première borne Computer Space produite, aux côtés d'une borne Pong, produite un an plus tard.

Malgré la réception mitigée du titre, le jeu est repris un an plus tard, à la fin de l'année 1972, par For Play qui l'édite sous le nom de Star Trek. L'entreprise fraîchement créée souhaite se lancer dans le marché de l'arcade et reprend le principe de Computer Space en décorant la borne selon l'univers de la série Star Trek. La société a disparu depuis et aucun chiffre des ventes n'est disponible,,.
En 1973, Computer Space apparaît dans le film d'anticipation Soleil vert, dont l'histoire se déroule en 2022. Grâce à ses lignes inhabituelles, la borne d'arcade blanche y est montrée comme un objet de divertissement futuriste et marque ainsi la première apparition du jeu vidéo au cinéma. Ted Dabney est par ailleurs surpris de voir sa machine dans le film et conseille à Nolan Bushnell d'aller voir le film sans lui préciser pourquoi. Ironiquement, Bushnell arrive en retard à la séance, n'aperçoit pas la borne qui apparaît seulement au début du film et le trouve par ailleurs mauvais,.
Après cette expérience, Bushnell et Dabney fondent leur société spécialisée dans le jeu vidéo, sur les bases de Syzygy Engineering. Cependant, la marque Syzygy, proposée par Larry Bryan qui a quitté le projet entre-temps, est déjà déposée par une entreprise de bougies ; les associés choisissent alors le nom Atari. La nouvelle société est connue un an à peine après sa fondation pour avoir commercialisé le jeu Pong, en novembre 1972, qui lancera réellement le secteur du jeu vidéo.